# Гвидо (Ивреа)
Вижте пояснителната страница за други личности с името Гуидо.
Гвидо (Видо) (на италиански: Guido d'Ivrea, Guy, * 940, † 25 юни 965) е маркграф на Ивреа през 950 – 965 г.

## Биография
Той е вторият син на Беренгар II, маркграф, крал на Италия, и на Вила Тосканска от фамилията Бозониди, дъщеря на Бозон от Тоскана, маркграф на Тусция. По-малък брат е на крал Адалберт II и по-голям брат на Конрад.
През 950 г. баща му го прави маркграф на Ивреа. През 962 г. император Ото I конфискува земите му.
На 25 юни 965 г. Гвидо е убит от войската на Бурхард III (херцога на Швабия), в битката на река По.